# São José Futsal
Der São José Futsal e Esportes Olímpicos ist ein Futsalklub aus São José dos Campos im brasilianischen Bundesstaat Santa Catarina.

## Geschichte
Der in São José dos Campos beheimatete Sportklub Associação Esportiva São José (AESJ) war 1913 als São José Futebol Clube Fußballklub gegründet worden. Dieser hat in den 1940er Jahren fünf Mal die Stadtmeisterschaft gewonnen. Im Jahrzehnt darauf stellte der Klub seine Fußballaktivitäten zu Gunsten anderer Sportarten ein. Hiervon profitierte der Futsal. Die Mannschaft konnte 1958, 1961 und 1963 die Liga Paulista, die Meisterschaft des Bundesstaates, gewinnen. Danach scheint die Sportart bei AESJ eingeschlafen zu sein.
São José Futsal wurde am 6. Oktober 2006 gegründet, um die Sportart in der Stadt wieder zu beleben. Das Logo des Klubs wurde an dem des ortsansässigen Fußballvereins São José EC angelehnt. Eine direkte Verbindung zu diesem besteht nicht. Zunächst trat man nur auf regionaler Ebene wie der Liga Paulista an. 2007 gewann der Klub erstmals die Liga der Federação Paulista de Futsal (FPFS), des damaligen Verbandes und wiederholte dieses 2008.
2011 erwarb São José ein Franchise in der Liga Nacional de Futsal, einer nationalen Futsalliga. Bei seinem Debüt in der Liga Nacional de Futsal 2011 kämpfte sich die Mannschaft durch die ersten beiden Runden bis ins Viertelfinale. Hier traf diese auf die Spielvereinigung von SC Corinthians/São Caetano. Beide Partien gingen mit 1:3 und 1:2 verloren und São José schied aus. Mit Ausnahme der Jahre 2014 und 2017 tritt der Klub bis heute in der Liga an.
Auf regionaler Ebene gewann São José 2016 die Copa Paulista, den Pokalwettbewerb. 2022 konnte der Klub die Liga Paulista, die Meisterschaft des Bundesstaates gewinnen und den Titel im Folgejahr verteidigen.

## Erfolge
- Liga Paulista de Futsal: 2007, 2008, 2022, 2023
- Copa Paulista: 2016